# Apodesmia
Apodesmia (лат.) — род паразитических наездников из семейства Braconidae. Голарктика и Ориентальная область. Иногда рассматривался в составе рода Opius (в широком объёме), отличаясь изогнутой формой затылка.

## Описание
Мелкие бракониды длиной 1—2 мм. Передние крылья длиной менее 3 мм, с полным жилкованием. Паразитируют на личинках двукрылых (Agromyzidae, Anthomyiidae, Lonchaeidae, Tephritidae, Scathophagidae).
- A. aemula (Haliday, 1837)
- A. aemuloides (Fischer, 1958)
- A. bruniclypealis Li & van Achterberg, 2013 — Китай
- A. circulator (Nees, 1834)
- A. clavifemoralis (Jakimavicius, 1986)
- A. curtipectus (Fischer, 1958)
- A. curvata (Fischer, 1957)
- A. diabolica (Fischer, 1961)
- A. incisula (Fischer, 1964)
- A. irregularis (Wesmael, 1835)
- A. melliclypealis Li & van Achterberg, 2013 — Китай
- A. moczari (Fischer, 1990)
- A. novosimilis (Fischer, 1989)
- A. ocellata (Wesmael, 1835)
- A. posticatae (Fischer, 1957)
- A. rhodopensis (Zaykov, 1983)
- A. rufipes (Wesmael, 1835)
- A. saeva (Haliday, 1837)
- A. saevula (Fischer, 1958)
- A. schmidti (Fischer, 1960)
- A. similis (Szepligeti, 1898)
- A. similoides (Fischer, 1962)
- A. striatula (Fischer, 1957)
- A. tarasi (Tobias, 1986)
- A. uvarovi (Tobias, 1986)
- A. veratri (Fischer, 1964)
- Другие виды